# Щукина, Ольга Константиновна
Ольга Константиновна Щукина (1905—1990) — ткачиха, Герой Социалистического Труда (1960).

## Биография
Ольга Щукина родилась 24 июня 1905 года в Нижнем Новгороде. С 1920 года проживала и работала в городе Вязники (ныне — Владимирская область). С 1923 года и до выхода на пенсию она работала ткачихой на фабрике «Свободный пролетарий».
За время своей работы Щукина стала стахановкой, перейдя на одновременное обслуживание четырёх, а впоследствии шести ткацких станков. Постоянно побеждала в социалистических соревнованиях.
Указом Президиума Верховного Совета СССР от 7 марта 1960 года «в ознаменование 50-летия Международного женского дня, за выдающиеся достижения в труде и особо плодотворную общественную деятельность» Ольга Щукина была удостоена высокого звания Героя Социалистического Труда с вручением ордена Ленина и медали «Серп и Молот».
В 1962 году Щукина вышла на пенсию. Умерла 7 апреля 1990 года.
Почётный гражданин Вязников. Была награждена рядом медалей.